# 小眼双角鳚
小眼雙角鳚（學名：Coralliozetus micropes），為輻鰭魚綱鳚形目煙管鳚科雙角鳚屬的一種，分布於中太平洋東部墨西哥加利福尼亞灣海域，深度1至3公尺，本魚體細長，頭短鈍，頂部無刺，鼻孔處有觸鬚，眼上方有1對短觸鬚，頸背無觸鬚，上唇中部有凹口，口腔頂部兩側各有一排牙齒，雄魚整體呈深褐色，尾鰭呈黃色，臉頰和鰓蓋上有數條狹窄的白色斜線，頭部和身體前半部有幾排白色斑點；雌魚體黃白色，近半透明，側面有白色和棕色斑點，頭部下半部有數條棕色條紋，背鰭前部有一深色斑點，背鰭硬棘19-21枚、背鰭軟條11-13枚、臀鰭硬棘2枚、臀鰭軟條21-24枚，體長可達4公分，棲息在岩礁區，通常躲在蠕蟲或藤壺空巢穴，以浮游動物為食，雌魚產附著性卵，由雄魚守護魚卵，生活習性不明。